# 이나다 코지
이나다 코지(일본어: 稲田 浩司 이나다 코지[*], 1964년 3월 14일 ~ )는 일본의 남성 만화가로, 도쿄도 아라카와구 닛포리 출신이다.
주로 슈에이샤의 『주간 소년 점프』, 『월간 소년 점프』(현재는 월간 소년 점프의 후계지인 『점프 SQ』)에서 집필하고 있다.

## 약력
1985년, 「루즈・매직」으로 데뷔한다. 1987년, 「빌어먹을!!(クソッタレだぜェ!!)」 (주간 소년 점프 52호 게재)로 데뷔한다. 1989년 45호부터 「주간 소년 점프」에서 「드래곤 퀘스트 다이의 대모험」 (원작:산죠 리쿠, 감수:호리이 유지)를 연재하며, 1996년 52호를 끝으로 완결한다. 1998년, 『아카마루 점프』에서 「돌고래 바위에서(イルカ岩で…)」를 연재한다.
2001년, 『월간 소년 점프』 지상에서 「드래곤 퀘스트 외전 -지옥의 늪-」(원작:산죠 리쿠, 감수:호리이 유지)을 게재한다. 2002년 4월호부터 『월간 소년 점프』에서 산죠 리쿠와의 콤비로 「모험왕 비트」를 연재한다. 해당 작품도 미디어 믹스가 행해져, 단행본도 10권이 넘지만, 이나다의 컨디션 불량 때문에 2006년 8월호를 마지막으로 휴재 후, 해당 잡지도 다음 해에 휴간하고 있었다.
2015년 12월 21일 발매의 『주간 소년 점프』 지상에서 『모험왕 비트』의 연재 재개를 시작해, 2016년 4월 15일 발매한 『점프 SQ.CROWN 2016 SPRING』에서 연재가 재개했다.

## 작품 목록

### 만화
- 빌어먹을!!(クソッタレだぜェ!!, 1988년, 주간 소년 점프, 슈에이샤, 전 1권) - 단편집
- 드래곤 퀘스트 다이의 대모험(1989년 주간 소년 점프, 슈에이샤, 전 37권, 문고판 전 22권)
- 돌고래 바위에서... (イルカ岩で…, 1998년 아카마루 점프 주간 소년 점프 특별 편집 증간 '98 SUMMER)
- 드래곤 퀘스트 4 외전 -지옥의 미궁- (2001년, 월간 소년 점프, 슈에이샤, 전 1권)
- 모험왕 비트 (2002년, 월간 소년 점프, 슈에이샤, 전 18권) -2016년부터 점프 SQ. CROWN에서 연재→2018년부터 SQ. RISE로 이적

### 게임
- 드래곤 퀘스트 다이의 대모험 크로스 블레이드(메이로&덤드 캐릭터 디자인)[3]

### 라디오
- TOKYO M.A.A.D SPIN 「유우보(ゆう坊)＆마시리토(マシリト)의 KosoKoso 방송국(放送局)」 (2023년 11월 27일 심야, J-WAVE) - 산죠 리쿠와 함께 게스트에 참여, MC는 토리시마 카즈히코[4]

## 관련 인물

### 스승
- 우스네 마사토시[1]
- 카츠라 마사카즈[1][5]
- 쿠로이와 요시히로[6]

### 어시스턴트
- 아루가 테루토[7]
- 우스타 쿄스케[8]